# Nagala
 (février 2014).
Si vous disposez d'ouvrages ou d'articles de référence ou si vous connaissez des sites web de qualité traitant du thème abordé ici, merci de compléter l'article en donnant les références utiles à sa vérifiabilité et en les liant à la section « Notes et références ».
Nagala est une super-vilaine aquatique dans l'univers Marvel de la maison d'édition américaine Marvel Comics. Le personnage de fiction apparaît pour la première fois dans le comic book Defenders vol.1 #7 de septembre 2001. La sorcière Nagala a fait partie du groupe Deep Six et a dirigé les fanatiques religieux Fathom Five.

## Historique de publication
Le personnage de fiction de Nagala apparaît pour la première fois dans la seconde série de comic books Defenders avec les histoires "Fire Above, Thunder Below" du numéro 7 de septembre 2001 et "Vengeance!" du numéro 11 de janvier 2002. Ces histoires sont scénarisées par Kurt Busiek, dessinées par Erik Larson et encrées par Sal Buscema.
En 2005, Kurt Busiek réutilise le personnage dans la série de comic books New Thunderbolts avec les numéros 1 à 3 et 6, co-écrits avec Fabian Nicieza, dessinés par Tom Grummett et encrés par Gary Erskine. Fabian Nicieza emploie le personnage dans cette série dans le numéro 9 avec Cliff Richards au dessin et Karl Kesel à l'encrage.
En 2007, David Sexton emploie Nagala dans Marvel Tarot et Mystic Arcana. La même année, le personnage a un article dans Official Handbook of the Marvel Universe: Mystic Arcana - The Book of Marvel Magic puis l'année suivante, un second dans Official Handbook of the Marvel Universe A to Z HC vol.8 - Mad Pharaoh to Phoenix Force.

## Biographie du personnage
Descendante des déviants de Lémuria, appelés lémuriens, Nagala est l'héritière de Naga, le premier détenteur de la Couronne du Serpent. L'artefact a été détruit, Nagala recrée une nouvelle couronne par des procédés inconnus. La lémurienne s'allie avec l'atlante Attuma pour défendre la cité d'Atlantis contre l'équipe des Défenseurs, touchés par une malédiction. Grâce à sa magie, la sorcière réussit à contenir le Docteur Strange jusqu'à ce que les Défenseurs repartent.
Lors d'une seconde attaque des Défenseurs, elle est vaincue par le Sorcier Suprême, aidé du Surfer d'Argent. Strange emporte la Couronne avant de partir. On ne sait comment, mais elle récupère l'artefact.
Elle forme par la suite le groupe Fathom Five, dont le but est d'éliminer la vie à la surface. Pour ce faire, les terroristes font un pacte avec le Baron Strucker de l'HYDRA. L'alliance est vaincue par les Thunderbolts, et Llyron est irradié par l'Homme-radioactif qui comptait dépeupler Atlantis.
Plus tard, Naga est couronnée Reine de Set. Elle retourne sur le sol de l'Atlantique affronter Llyra devenue monstrueuse. Grâce au pouvoir de Set, elle crée une nouvelle couronne. Mais elle est trompée et la perd de nouveau.

## Pouvoirs et capacités
Nagala est une Lémurienne, une Déviante parfaitement adaptée à la vie aquatique. Sorcière redoutable, elle est capable de rivaliser avec le Docteur Strange.